# Tennis Borussia Berlin 2022-2023
Questa voce raccoglie le informazioni riguardanti il Tennis Borussia Berlin nelle competizioni ufficiali della stagione 2022-2023.

## Stagione
Nella stagione 2022-2023 il Tennis Borussia Berlino, allenato da Abu Njie e Christopher Brauer, concluse il campionato di Regionalliga Nordest al 18º posto e fu retrocesso in Oberliga.

## Rosa
| N. |                     | Ruolo | Calciatore              |
| -- | ------------------- | ----- | ----------------------- |
| 1  | Germania (bandiera) | P     | Karl Albers             |
| 2  | Germania (bandiera) | D     | Mustafa Karaman         |
| 2  | Germania (bandiera) | C     | Max Düwel               |
| 3  | Germania (bandiera) | D     | Jannik Fippl            |
| 4  | Germania (bandiera) | D     | Malik Ceesay            |
| 5  | Germania (bandiera) | C     | Louis Wagner            |
| 6  | Germania (bandiera) | C     | Efe Önal                |
| 7  | Ungheria (bandiera) | A     | Botond Bach             |
| 8  | Germania (bandiera) | C     | Tim Oschmann            |
| 9  | Germania (bandiera) | A     | Felix Pilger            |
| 10 | Turchia (bandiera)  | A     | Emincan Tekin           |
| 11 | Germania (bandiera) | A     | Julien Damelang         |
| 13 | Germania (bandiera) | D     | Altin Vrella            |
| 14 | Germania (bandiera) | C     | Yasin Dag               |
| 15 | Germania (bandiera) | D     | Robin-Charles Traboulsi |
| 16 | Turchia (bandiera)  | C     | Fırat Suçsuz            |
| 17 | Germania (bandiera) | D     | Cinar Sansar            |
| 18 | Germania (bandiera) | D     | Kilian Dewald           |

| N. |                        | Ruolo | Calciatore         |
| -- | ---------------------- | ----- | ------------------ |
| 19 | Serbia (bandiera)      | D     | Nemanja Samardzic  |
| 20 | Portogallo (bandiera)  | A     | Ruben Travassos    |
| 21 | Germania (bandiera)    | D     | Miloš Cvjetinović  |
| 22 | Germania (bandiera)    | A     | Björn Heydemann    |
| 24 | Germania (bandiera)    | A     | Tom Worm           |
| 25 | Germania (bandiera)    | C     | Jetmir Ameti       |
| 26 | Germania (bandiera)    | D     | Luca Marino        |
| 27 | Palestina (bandiera)   | C     | Ahmad Rmieh        |
| 28 | Polonia (bandiera)     | C     | Daniel Krasucki    |
| 29 | Germania (bandiera)    | A     | Etienne Nikol      |
| 30 | Germania (bandiera)    | P     | Melvin Williams    |
| 31 | Armenia (bandiera)     | A     | German Kurbashyan  |
| 36 | Germania (bandiera)    | P     | Sebastian Mellack  |
|    | Germania (bandiera)    | D     | Nikita Pronin      |
|    | Germania (bandiera)    | D     | Louis Franz Wesner |
|    | Lussemburgo (bandiera) | C     | Dino Mahmutović    |
|    | Kosovo (bandiera)      | C     | Bajrush Osmani     |

## Organigramma societario
Area tecnica
- Allenatore: Christopher Brauer
- Allenatore in seconda: Stephan Kling
- Preparatore dei portieri: Bosko Lučić
- Preparatori atletici:
- Analisi video:

## Calciomercato

### Sessione estiva
| Acquisti | Acquisti                | Acquisti           | Acquisti |
| R.       | Nome                    | da                 | Modalità |
| -------- | ----------------------- | ------------------ | -------- |
| C        | Jetmir Ameti            | Rijeka II          |          |
| A        | Matteo Gumaneh          | Viktoria Berlino   |          |
| A        | Emincan Tekin           | Hertha Berlino II  |          |
| A        | Tom Worm                | Luckenwalde        |          |
| D        | Malik Ceesay            | Tasmania Berlino   |          |
| C        | Maurice Arcones         | Homberg            |          |
| A        | Botond Bach             | Altglienicke       |          |
| D        | Lucas Bähr              | Tasmania Berlino   |          |
| A        | Thomas Brechler         | Tasmania Berlino   |          |
| A        | Julien Damelang         | RSV Eintracht 1949 |          |
| A        | Björn Heydemann         | TeBe Berlino U19   |          |
| C        | Justin Neumann          | SC Staaken         |          |
| D        | Mert Sait               | Tasmania Berlino   |          |
| D        | Robin-Charles Traboulsi | Hertha Berlino II  |          |

| Cessioni | Cessioni            | Cessioni                  | Cessioni |
| R.       | Nome                | a                         | Modalità |
| -------- | ------------------- | ------------------------- | -------- |
| A        | Linus Czosnyka      | Wacker Nordhausen         |          |
| A        | Will Siakam         | Barockstadt Fulda-Lehnerz |          |
| P        | Jannis Gabrielides  | TSV Rudow 1888            |          |
| D        | Aleksandar Bilbija  | Greifswalder              |          |
| C        | Tahsin Çakmak       | Babelsberg                |          |
| C        | Rico Gladrow        | Babelsberg                |          |
| C        | Benyas Junge-Abiol  | Kickers Würzburg          |          |
| C        | Jeronimo Mattmüller | Viktoria Berlino          |          |
| C        | Fabrice Montcheu    | Kickers Würzburg          |          |
| D        | Cedrik Mvondo       | Olympiada Lympion         |          |
| D        | Youssef Sakran      | Hertha 06                 |          |
| D        | Maximilian Stahl    | Makkabi Berlino           |          |
| A        | Kubilay Yilmaz      | Tasmania Berlino          |          |

### Sessione invernale
| Acquisti | Acquisti          | Acquisti                | Acquisti |
| R.       | Nome              | da                      | Modalità |
| -------- | ----------------- | ----------------------- | -------- |
| C        | Bajrush Osmani    | LR Ahlen                |          |
| C        | Ahmad Rmieh       | Berliner AK 07          |          |
| D        | Altin Vrella      | Illertissen             |          |
| C        | Max Düwel         | St. Pauli II            |          |
| D        | Miloš Cvjetinović | Viktoria Berlino        |          |
| P        | Sebastian Mellack | Friburgo II             |          |
| C        | Yasin Dag         | RSV Eintracht 1949      |          |
| D        | Jannik Fippl      | Aubstadt                |          |
| A        | German Kurbashyan | Coblenza                |          |
| A        | Etienne Nikol     | 1. FC Rielasingen-Arlen |          |
| A        | Felix Pilger      | Union Fürstenwalde      |          |

| Cessioni | Cessioni          | Cessioni               | Cessioni |
| R.       | Nome              | a                      | Modalità |
| -------- | ----------------- | ---------------------- | -------- |
| D        | Lucas Bähr        | Hertha 06              |          |
| A        | Younes Laguenaoui | Viktoria Griesheim     |          |
| C        | Justin Neumann    | RSV Eintracht 1949     |          |
| D        | Eke Uzoma         | Viktoria Berlino       |          |
| D        | Mert Sait         | Tasmania Berlino       |          |
| A        | Matteo Gumaneh    | Preußen Berlino        |          |
| A        | Thomas Brechler   | Reinickendorfer Füchse |          |

## Risultati

### Regionalliga Nordest

#### Girone di andata
| Arbitro: | Ostrin |

|                                |           |  |
| Pagliuca 18’, 41’ Brügmann 69’ | Marcatori |  |

| Arbitro: | Näther |

|  |           |                                                                   |
|  | Marcatori | 11’ (rig.), 58’ Verkamp 34’ Hoppe 79’ Dedidis 84’ Itoi 88’ Lämmel |

| Arbitro: | Lämmchen |

|                                              |           |  |
| Pfeffer 45’ Atilgan 51’ Heynke 67’ Sirch 89’ | Marcatori |  |

| Arbitro: | Burda |

|                                 |           |                              |
| Tekin 50’, 55’ (rig.) Uzoma 87’ | Marcatori | 65’, 72’ (rig.), 90’ Aksakal |

| Arbitro: | Rauschenberg |

|                       |           |           |
| Harres 69’ Inaler 73’ | Marcatori | 82’ Uzoma |

| Arbitro: | Ventzke |

|  |           |           |
|  | Marcatori | 17’ Danko |

| Arbitro: | Lämmchen |

|  |           |                                       |
|  | Marcatori | 27’ Kargbo 77’ Benyamina 82’ Weilandt |

| Arbitro: | Lechner |

|                                     |           |          |
| Pollasch 9’ Beck 17’, 31’ Reher 27’ | Marcatori | 70’ Bähr |

| Arbitro: | Lukawski |

|                                         |           |                                         |
| Wagner 5’ Hoch 15’ (aut.) Sait 17’, 73’ | Marcatori | 31’ Masson 84’ Sothen 88’ van der Werff |

| Arbitro: | Weisbach |

|                                             |           |  |
| Hajrulla 36’ Ciccarelli 82’ Bähr 88’ (aut.) | Marcatori |  |

| Arbitro: | Markhoff |

|  |           |                                                     |
|  | Marcatori | 12’ Oesterhelweg 55’ Wähling 90’ Hasse 90’ Abu-Alfa |

| Arbitro: | Butterich |

|                                             |           |  |
| Kirstein 15’ Jäpel 57’ Harant 66’ Surek 84’ | Marcatori |  |

| Arbitro: | Wartmann |

|  |           |                                                             |
|  | Marcatori | 12’, 24’ Appiah 14’, 21’ Uzan 43’ Ciğerci 47’ (aut.) Ceesay |

| Arbitro: | Bartnitzki |

|                                        |           |               |
| Rankić 14’ Flath 42’ (rig.) Becker 87’ | Marcatori | 63’ Heydemann |

| Arbitro: | Schipke |

|                                |           |  |
| Reiniger 20’ (aut.) Marino 41’ | Marcatori |  |

| Arbitro: | Sather |

|                                                              |           |            |
| Schätzle 19’ Trübenbach 28’ Miatke 58’ Jacobi 76’ Rehder 81’ | Marcatori | 55’ Dewald |

| Berlino 20 gennaio 2023, ore 19:00 CET 17ª giornata | TeBe Berlino | 0 – 0 referto | Berliner AK 07 | Mommsenstadion (543 spett.)\| Arbitro: \| Gaunitz \| |
| Arbitro:                                            | Gaunitz      |               |                |                                                      |

#### Girone di ritorno
| Arbitro: | Bartnitzki |

|  |           |             |
|  | Marcatori | 2’ Brügmann |

| Arbitro: | Klemm |

|                             |           |  |
| Dedidis 31’, 53’ Muiomo 55’ | Marcatori |  |

| Arbitro: | Ventzke |

|  |           |                              |
|  | Marcatori | 41’ Ziane 44’ (rig.) Pfeffer |

| Arbitro: | Schipke |

|                          |           |                |
| Rölke 58’, 79’ Čović 76’ | Marcatori | 45’ Kurbashyan |

| Arbitro: | Allwardt |

|             |           |                               |
| Damelang 5’ | Marcatori | 8’ Touglo 16’ Harres 40’ Dehl |

| Potsdam 3 marzo 2023, ore 19:00 CET 23ª giornata | Babelsberg | 0 – 0 referto | TeBe Berlino | Stadio Karl Liebknecht (2 392 spett.)\| Arbitro: \| Bartnitzki \| |
| Arbitro:                                         | Bartnitzki |               |              |                                                                   |

| Arbitro: | Klemm |

|                                           |           |  |
| Koçer 44’, 70’ Syhre 67’ Martens 78’, 80’ | Marcatori |  |

| Arbitro: | Wilske |

|  |           |                             |
|  | Marcatori | 18’ Kleihs 45’, 80’ Siebeck |

| Arbitro: | Bartnitzki |

|            |           |                       |
| Baudis 33’ | Marcatori | 7’ Tekin 54’ Damelang |

| Arbitro: | Bringmann |

|                     |           |                                     |
| Oschmann 18’ (rig.) | Marcatori | 34’ Weinhauer 90’ (rig.) Ciccarelli |

| Arbitro: | Kohnert |

|                                     |           |           |
| Borgmann 20’ Hildebrandt 24’ (rig.) | Marcatori | 68’ Tekin |

| Arbitro: | Rose |

|  |           |                    |
|  | Marcatori | 8’ Surek 32’ Mauer |

| Arbitro: | Hagemann |

|                                                  |           |                      |
| Türpitz 12’, 79’ Ciğerci 55’, 89’ Breitkreuz 70’ | Marcatori | 48’ Tekin 90’ Wagner |

| Arbitro: | Näther |

|           |           |                                           |
| Tekin 38’ | Marcatori | 30’ Butendeich 36’ (rig.) Flath 90’ Žižka |

| Arbitro: | Kluge |

|                              |           |                   |
| Owczarek 11’ (rig.) Graf 90’ | Marcatori | 4’, 46’ Travassos |

| Arbitro: | Dallmann |

|  |           |                                                                                  |
|  | Marcatori | 11’ Fischer 38’ Schätzle 45’ Bock 67’ Hansch 76’ Martynets 80’ Jacobi 88’ Bürger |

| Arbitro: | Näther |

|                                             |           |                               |
| Rogero 4’ Gjasula 42’ Sussek 57’ Olczyk 75’ | Marcatori | 26’ Nikol 39’ Pilger 71’ Bach |

## Statistiche

### Statistiche di squadra
| Competizione | Punti | In casa | In casa | In casa | In casa | In casa | In casa | In trasferta | In trasferta | In trasferta | In trasferta | In trasferta | In trasferta | Totale | Totale | Totale | Totale | Totale | Totale | DR  |
| Competizione | Punti | G       | V       | N       | P       | Gf      | Gs      | G            | V            | N            | P            | Gf           | Gs           | G      | V      | N      | P      | Gf     | Gs     | DR  |
| ------------ | ----- | ------- | ------- | ------- | ------- | ------- | ------- | ------------ | ------------ | ------------ | ------------ | ------------ | ------------ | ------ | ------ | ------ | ------ | ------ | ------ | --- |
| Regionalliga | 13    | 17      | 2       | 2       | 13      | 12      | 49      | 17           | 1            | 2            | 14           | 15           | 53           | 34     | 3      | 4      | 27     | 27     | 102    | -75 |
| Totale       | 13    | 17      | 2       | 2       | 13      | 12      | 49      | 17           | 1            | 2            | 14           | 15           | 53           | 34     | 3      | 4      | 27     | 27     | 102    | -75 |

### Andamento in campionato
| Giornata  | 1  | 2  | 3  | 4  | 5  | 6  | 7  | 8  | 9  | 10 | 11 | 12 | 13 | 14 | 15 | 16 | 17 | 18 | 19 | 20 | 21 | 22 | 23 | 24 | 25 | 26 | 27 | 28 | 29 | 30 | 31 | 32 | 33 | 34 |
| --------- | -- | -- | -- | -- | -- | -- | -- | -- | -- | -- | -- | -- | -- | -- | -- | -- | -- | -- | -- | -- | -- | -- | -- | -- | -- | -- | -- | -- | -- | -- | -- | -- | -- | -- |
| Luogo     | T  | C  | T  | C  | T  | C  | C  | T  | C  | T  | C  | T  | C  | T  | C  | T  | C  | C  | T  | C  | T  | C  | T  | T  | C  | T  | C  | T  | C  | T  | C  | T  | C  | T  |
| Risultato | P  | P  | P  | N  | P  | P  | P  | P  | V  | P  | P  | P  | P  | P  | V  | P  | N  | P  | P  | P  | P  | P  | N  | P  | P  | V  | P  | P  | P  | P  | P  | N  | P  | P  |
| Posizione | 18 | 18 | 18 | 18 | 18 | 18 | 18 | 18 | 17 | 17 | 17 | 17 | 17 | 17 | 17 | 17 | 17 | 18 | 18 | 18 | 18 | 18 | 18 | 18 | 18 | 18 | 18 | 18 | 18 | 18 | 18 | 18 | 18 | 18 |

Legenda:

Luogo: C = Casa; T = Trasferta. Risultato: V = Vittoria; N = Pareggio; P = Sconfitta.

### Statistiche dei giocatori
| K. Albers      | 30 | 0 | 2  | 2 |
| K. Ali-Saleha  | 3  | 0 | 0  | 0 |
| J. Ameti       | 9  | 0 | 0  | 0 |
| M. Arcones     | 5  | 0 | 2  | 0 |
| B. Bach        | 18 | 1 | 1  | 0 |
| T. Brechler    | 13 | 0 | 3  | 0 |
| L. Bähr        | 9  | 1 | 2  | 1 |
| M. Ceesay      | 16 | 0 | 0  | 0 |
| M. Cvjetinović | 17 | 0 | 1  | 0 |
| L. Czosnyka    | 2  | 0 | 0  | 0 |
| Y. Dag         | 3  | 0 | 0  | 0 |
| J. Damelang    | 26 | 2 | 5  | 1 |
| K. Dewald      | 5  | 1 | 0  | 0 |
| M. Düwel       | 7  | 0 | 0  | 0 |
| J. Fippl       | 17 | 0 | 5  | 0 |
| M. Gumaneh     | 6  | 0 | 1  | 0 |
| B. Heydemann   | 15 | 1 | 1  | 0 |
| M. Karaman     | 13 | 0 | 2  | 0 |
| D. Krasucki    | 12 | 0 | 4  | 0 |
| G. Kurbashyan  | 13 | 1 | 3  | 0 |
| D. Mahmutović  | 0  | 0 | 0  | 0 |
| L. Marino      | 25 | 1 | 7  | 1 |
| S. Mellack     | 0  | 0 | 0  | 0 |
| J. Neumann     | 9  | 0 | 3  | 0 |
| E. Nikol       | 10 | 1 | 0  | 0 |
| T. Oschmann    | 27 | 1 | 11 | 1 |
| B. Osmani      | 0  | 0 | 0  | 0 |
| F. Pilger      | 14 | 1 | 0  | 0 |
| N. Pronin      | 0  | 0 | 0  | 0 |
| A. Rmieh       | 15 | 0 | 1  | 0 |
| M. Sait        | 7  | 2 | 3  | 0 |
| N. Samardzic   | 10 | 0 | 4  | 0 |
| C. Sansar      | 16 | 0 | 1  | 0 |
| C. Siya        | 5  | 0 | 0  | 0 |
| F. Suçsuz      | 13 | 0 | 1  | 0 |
| E. Tekin       | 28 | 6 | 7  | 0 |
| V. Tloczynski  | 2  | 0 | 0  | 0 |
| R. Traboulsi   | 11 | 0 | 0  | 0 |
| R. Travassos   | 22 | 2 | 5  | 0 |
| E. Uzoma       | 15 | 2 | 3  | 0 |
| A. Vrella      | 18 | 0 | 2  | 0 |
| L. Wagner      | 25 | 2 | 1  | 0 |
| L. Wesner      | 2  | 0 | 0  | 0 |
| M. Williams    | 6  | 0 | 0  | 0 |
| T. Worm        | 9  | 0 | 1  | 0 |
| E. Önal        | 4  | 0 | 1  | 0 |